# D'aventures en aventures
Albums de Serge Lama
Les Ballons rouges
D'aventures en aventures est un album studio de Serge Lama sorti chez Philips en 1968.

## Histoire
L'album est nommé d'après le titre de la chanson phare de l'album D'aventures en aventures, qui a été composé à la mémoire de la fiancée de Serge Lama, Liliane Benelli décédée le 12 août 1965 dans un accident de voiture, auquel Serge Lama gravement blessé a survécu,. Une chanson qui compte parmi les plus grands succès de Serge Lama.

## Autour de l'album
En 2022, pour l'album Où sont passés nos rêves', Serge Lama enregistre une nouvelle version de Comme elles étaient belles avec des paroles différentes.

## Titres
L'ensemble des textes est de Serge Lama et les musiques d'Yves Gilbert, sauf indications contraires.
| 1.  | Le Temps de la rengaine         |                             |            | 2:55 |
| 2.  | T'as grandi                     |                             |            | 3:20 |
| 3.  | Les Belles de mai               | Eddy Marouani et Serge Lama |            | 2:45 |
| 4.  | Le Son du tam-tam               |                             |            | 3:20 |
| 5.  | Les Maisons grandes             |                             |            | 2:50 |
| 6.  | Quand ton visage est à la pluie |                             |            | 2:40 |
| 7.  | Girls… Girls…                   |                             |            | 2:45 |
| 8.  | D'aventures en aventures        |                             |            | 3:20 |
| 9.  | Les Chants les plus beaux       |                             |            | 3:45 |
| 10. | Le 15 juillet à 5 heures        |                             |            | 3:10 |
| 11. | Mémorandum pour un pucelage     |                             |            | 3:25 |
| 12. | Comme elles étaient belles      |                             | Emil Stern | 3:10 |